# 汐見橋
汐見橋（しおみばし）は、大阪府大阪市の都心部を西流する道頓堀川に架かる新なにわ筋（大阪府道29号大阪臨海線）の橋。

## 概要
道頓堀川のうち西横堀川（現在は埋立。阪神高速1号環状線北行き）以西の沿岸開発が本格的に始められたのは1698年（元禄11年）の堀江新地の開発以降で、これを機に上流から住吉橋、幸橋、汐見橋、日吉橋の4橋が架けられた。「汐見橋」の名の由来は、潮の干満がこの場で観察できたためといわれている。また、別名を「唐金橋」（とうがねばし）といい、唐金家（唐金屋）の主人によって架けられたためという説がある。
1925年（大正14年）、大阪市第一次都市計画事業によって幅員9.3メートルの三径間鋼鈑桁橋に架け替えられた。
1964年（昭和39年）に幅員32メートルの橋になり、三径間連続合成桁（コンクリートと鋼板を一体化して強度を高めたもの）という新形式の構造が用いられた。これが現行の汐見橋である。
- 形式 ： 三径間連続合成桁橋
- 橋長 ： 45.5m
- 竣工 ： 1964年（昭和39年）
- 所在地 ： 大阪市西区南堀江 - 浪速区幸町（汐見橋交差点（千日前通交点）すぐ北）
- 交通 ： 南海高野線（汐見橋支線）汐見橋駅、阪神なんば線・地下鉄千日前線桜川駅下車徒歩4分